# Большая Балка (Кропивницкий)
Район  Большая Балка (укр. Велика Балка) — это одна из старейших окраин города Кропивницкого. Берет своё начало от небольшого хутора.
Учёный-естествовед, путешественник, академик Петербургской Академии Наук Иоганн Антон Гюльденштедт, который посещал Елисаветградскую провинцию в 1774 году, отметил, что у верховья реки Биянка лежит Криничуватый хутор, в котором было 50 домов, принадлежавших местным купцам.
Первые сооружения, как свидетельствуют документы, в том числе металлический знак общества «Взаимное страхование», найденный на доме № 29 по улице Харьковской, появились в местности Криничуватка ещё в 1753 году.
Про то, кто и откуда переселялся в этот край, свидетельствуют топонимические названия улиц: Харьковская, Полтавская, Запорожская, Бериславская, Сычова, Козацкая; переулков: Тираспольский, Перекопский, Козацкий, существуют и народные названия — Молдаванка, Млинки, Кринички. Позже, во времена Советской Власти, начали появляться собственные имена улиц района Балка, которые были названы в честь государственных, политических, военных деятелей России и УССР. Но не они определяют происхождение этой окраины города.
В районе расположено Дальневосточное кладбище — самое крупное и единственное действуещее кладбище города. После начала войны здесь заложена алея славы, где захоронены погибшие военные